# Юго Еліас Еркко
Юго Еліас Еркко (фін. Juho Eljas Erkko; 1 червня 1895, Гельсингфорс, Велике князівство Фінляндське — 20 лютого 1965, Гельсінкі, Фінляндія) — фінський політик і дипломат; з 1938 по 1939 роки — міністр закордонних справ Фінляндії.

## Біографія
Народився 1 червня 1895 року в Гельсінгфорсі, у Великому князівстві Фінляндському.
З 12 грудня 1938 по 1 грудня 1939 року був міністром закордонних справ Фінляндії.
Помер 20 лютого 1965 року в Гельсінкі.